# 老庄子镇
老庄子镇，是中华人民共和国河北省唐山市丰润区下辖的一个乡镇级行政单位。

## 行政区划
老庄子镇下辖以下地区：
老庄子村、南王庄村、七王庄村、周凤庄村、沙务庄村、陈家庄村、魏庄子村、詹官屯村、新村、李官屯村、大树韩庄子村、小城子村、瓦房庄村、夏屋村、党家庄村、毛家坨一村、毛家坨二村、毛家坨三村、毛家坨四村、崔家屯村、安家庄村、范家坨村、白树庄村、杨信庄村、姚家庄村、前冯各庄村和后冯各庄村。